# Lionel Hampton
Lionel Leo Hampton (20. april 1908 – 31. august 2002) var en amerikansk jazzmusiker: vibrafonist, trommeslager og orkesterleder. Det var Hampton, der allerede som ganske ung gav vibrafonen en plads som seriøst instrument i jazz. Bl.a. gennem samarbejdet med Benny Goodman i 30'erne opnåede han en så solid position, at han derefter kunne fortsætte som leder af sine egne ensembler, der i høj grad var bygget op om hans eget medrivende spil.